# Roger S. H. Schulman
Roger S. H. Schulman es un guionista, su trabajo más destacado es el guion de la película animada Shrek, por la que ganó el BAFTA al mejor guion adaptado y fue nominado a un premio Óscar al mejor guion adaptado. 
Anteriormente coescribió la película de animación Balto para Productor Ejecutivo Steven Spielberg, y escribió el directo-a-los proyectos de vídeo Mulan II y El Libro de la Selva II de Disney. Actualmente está desarrollando un largometraje de animación sobre la historia real de un tortuga que se hace amigo de un bebé hipopótamo después de la de 2004 Tsunami. 
Schulman también ha trabajado como productor y escritor para la televisión. Actualmente es cocreador y productor ejecutivo de la serie JONAS para el Disney Channel. También fue productor ejecutivo de Phil del Futuro en Disney Channel. Él desarrolló y fue productor ejecutivo de 2Gether para MTV, fue productor ejecutivo de "Living Single" con Queen Latifah, por la que ganó un NAACP Imagen Premio, pero también escribió sobre "Parker Lewis Can't Lose" y "Alf". Además, se desempeñó como coguionista del piloto original de "Los hermanos Wayans," series de televisión, así como los pilotos "La carga de la Madre "," El hombre dulce "y" Just My Luck ". 
En la actualidad trabaja como productor ejecutivo de "JONAS", un espectáculo que creó con Michael Curtis.

## Premios y distinciones
Premios Óscar
| Año  | Categoría            | Película | Resultado |
| ---- | -------------------- | -------- | --------- |
| 2002 | Mejor guion adaptado | Shrek    | Nominado  |